# Julien Pouchard
Pour les articles homonymes, voir Pouchard.
Julien Pouchard, né le 19 juillet 1656 à Passais et mort le 12 décembre 1705 à Paris, est un professeur, journaliste et académicien français.

## Biographie
Julien Pouchard fit ses premières études au Mans, chez les Pères de l’Oratoire et les termina au collège de Lisieux. Ses parents étant pauvres, le directeur du collège de Lisieux qui l’avait pris en amitié à cause des progrès rapides qu’il faisait dans toutes les sciences, refusa le prix de sa pension. Quelque temps après, il lui confia le gouvernement des jeunes élèves qui recevaient une éducation gratuite dans son établissement.
Pouchard, qui ne négligeait pas pour autant ses études particulières, eut bientôt l’occasion de faire preuve de son grand savoir. Melchisédech Thévenot ayant entrepris sa belle édition des mathématiciens grecs, chargea Julien Pouchard de comparer quelques manuscrits et de revoir les traductions latines qu’il faisait imprimer. Pouchard travailla pendant plusieurs années sur les manuscrits grecs de la Bibliothèque du roi, révisant et corrigeant des textes défectueux. Toujours très pauvre, il entra chez le marquis de La Marselière, qui lui confia l’éducation de son fils. Ce jeune homme étant mort, l’intendant des finances Caumartin le donna pour gouverneur à son fils unique, Antoine-Louis de Saint-Ange.
En 1701, le nouveau règlement de l’Académie des inscriptions lui ouvrit les portes de ce corps, d’abord comme membre associé. Sa profonde érudition, dans ses mémoires sur l’Antiquité des Égyptiens et sur les Libéralités du peuple romain, le fit bientôt remarquer. Il en communiqua quelques autres à l’Académie qui furent fort estimés mais dont le sujet a été perdu car aucun n’a été publié. L’Histoire de l’Académie des inscriptions analyse l’un de ces mémoires consacrés aux obélisques de Sésostris.
À la création du Journal des Savans, la direction en fut confiée à Julien Pouchard. Paraissant avoir exercé très consciencieusement son office de censeur littéraire, de très nombreux écrivains, qu’on ne louait jamais assez et que la moindre critique exaspérait, surent fort mauvais gré à Pouchard de cette fonction difficile et périlleuse. Après sa mort, le Journal des Savans a répondu quelques mots à ses détracteurs : « Certains auteurs, qui se crurent maltraités, murmurèrent contre lui. Les plus animés étaient souvent ceux dont il n’avait fait qu’exposer simplement les paroles et les sentiments ; mais, comme il exerçait sa critique peut-être avec trop peu de ménagement et dans une entière liberté, il souffrait volontiers celle que se donnaient ses adversaires, et il méprisait leurs injures. — Ils sont fâchés, disait-il, de ce que je fais connaître leurs fautes, et moi je le suis de ce qu’ils font de mauvais livres. »
On compte, parmi les écrivains qui en appelèrent au public de ses arrêts, le professeur de rhétorique au collège Mazarin Gibert et de Sacy. Le père Lamy venait de publier un traité dans lequel il ne traitait pas favorablement l’art des rhéteurs et Gibert crut qu’il était dans les devoirs de sa charge de répondre aux épigrammes du père Lamy. Il s’éleva donc sur ce point un grave débat, dans lequel le rédacteur du Journal des savans dut nécessairement intervenir. Si réservées qu’elles fussent, ses conclusions n’étant pas favorables au professeur de rhétorique, Gibert répondit avec aigreur. De Sacy fit plus de bruit encore au sujet d’un article sur son Traité de l’amitié. Deux ans après la mort de Pouchard, faisant une lecture dans une séance solennelle de l’Académie française, il profita même de cette occasion pour se plaindre et rendre le public témoin de la persistance de son ressentiment à l’égard de Pouchard.
En 1704, la chaire de professeur en langue grecque au Collège royal étant vacante, Pouchard fut appelé à la remplir, mais il ne l’occupa pas longtemps, car il mourut, âgé seulement de quarante-neuf ans. Il a laissé en manuscrit une Histoire universelle, dont l’auteur de son Éloge, dans le Journal des Savans, parle en ces termes : « Les faits y sont rapportés avec beaucoup de netteté; le style en est pur, simple et précis. Les mœurs, la discipline et les lois des différents peuples y sont décrites d’une manière aussi utile qu’agréable, et, quoique d’autres aient déjà travaillé avec succès sur le même dessein, nous sommes persuadés que, quand cette histoire sera mise au jour, la réputation des premiers n’effacera point le mérite de ce dernier ouvrage. » Elle n’a pas été imprimée depuis la mort de Pouchard, et le sort de son manuscrit est inconnu.

## Sources
- Barthélemy Hauréau, Histoire littéraire du Maine, t. IX, Paris, Dumoulin, 1876, p. 144-8
- Paul Tallemant, Claude Gros de Boze, Histoire de l’Académie royale des inscriptions et belles-lettres depuis son établissement, Paris, Guérin, 1740